# Distrito VI (Managua)
El Distrito VI es uno de los 7 distritos que se encuentra dividida la ciudad de Managua, Nicaragua. En el año 2011 tenía una población de 195 794 habitantes y una densidad poblacional de 4 661,7 personas por km². El distrito fue creado el 26 de junio de 2009 bajo la ordenanza municipal N.º 03-2009.

## Geografía
El Distrito VI se encuentra ubicada en las coordenadas 12°08′48″N 86°10′26″O / 12.146578, -86.173866.
| Noroeste: Lago Xolotlán | Norte: Lago Xolotlán | Noreste: Lago Xolotlán |
| Oeste: Distrito IV      |                      | Este: Tipitapa         |
| Suroeste: Distrito IV   | Sur: Distrito VII    | Sureste: Tipitapa      |